# Непейхал, Филип
Филип Непейхал (чеш. Filip Nepejchal, 8 июля 1999, Колин, Чехия) — чешский стрелок, выступающий в пулевой стрельбе. Его специализацией являются стрельба из пневматической винтовки на 10 метров и малокалиберной винтовки на 50 метров из трёх положений. Основными достижениями Непейхала являются две бронзовые медали Европейских игр 2019 года в Минске, а также два серебра чемпионата Европы 2019 года в итальянской Болонье.

## Карьера
Филип Непейхал начал выступать за Чехию на международных соревнования по стрельбе в 2013 году. Выступает за чешский стрелковый клуб Дукла Пльзень под руководством тренера Яна Видецки. Является многократным чемпионом мира и Европы среди юниоров. В 2016 году участвовал на Олимпийских играх в Рио-де-Жанейро, где занял 21 место в соревнованиях по стрельбе из малокалиберной винтовки на 50 метров из трёх положений. В том же, 2016 году, в возрасте 16 лет завоевал золотую медаль на этапе кубка мира в Баку. 2019 год выдался очень удачным для Непейхала: он завоевал 2 золотые медали на этапах кубка мира в Мюнхене и Пекине, 2 бронзовые медали на Европейских игр в Минске, а также два серебра чемпионата Европы в Болонье. Успешный сезон Непейхал закончил триумфом в финале кубка мира, став победителем соревнований по стрельбе из малокалиберной винтовки на 50 метров из трёх положений в китайском Путяне, также он установил мировой рекорд для юниоров (462,9 очка). По итогам года Непейхал был признан лучшим стрелком мира из малокалиберной винтовки, став обладателем приза Golden Target (Золотая мишень). 

## Достижения
Двукратный серебряный призёр чемпионата Европы 2019 в Болонье
 Двукратный бронзовый призёр Европейских игр 2019 в Минске
 Победитель финала кубка мира 2019 в Путяне
 Трёхкратный победитель этапов кубка мира (Баку 2016, Мюнхен и Пекин 2019)
 Cеребряный призёр этапа кубка мира (Нью-Дели 2017)
 Чемпион мира среди юниоров 2017 в Зуле (в миксте с Николой Фоистовой)
 Серебряный призёр чемпионата мира среди юниоров 2017 в Зуле
 Трёхкратный чемпион Европы среди юниоров (Таллинн 2016, Баку 2017 и Осиек 2019) 
 Двукратный серебряный призёр чемпионата Европы среди юниоров (Марибор 2015 и Баку 2017)
 Бронзовый призёр чемпионата Европы среди юниоров 2017 в Мариборе (в миксте с Николой Фоистовой)